# Tram van Dessau
De tram van Dessau vormt het hoofdbestanddeel van het openbaar vervoer in de stad Dessau-Roßlau in de Duitse deelstaat Saksen-Anhalt. De tram bestaat sinds 1894 en na plannen in de jaren 1970 om de exploitatie ervan stil te leggen, werd het net vanaf 1987 uitgebreid en gemoderniseerd. In 2012 had het net, dat bediend wordt door moderne lagevloertrams, een lengte van 12,5 kilometer. Het net heeft een spoorwijdte van 1435 mm (normaalspoor) en wordt uitgebaat door de Dessauer Verkehrsgesellschaft (DVG).

## Geschiedenis

### Dessauer Straßenbahngesellschaft (1894–1950)

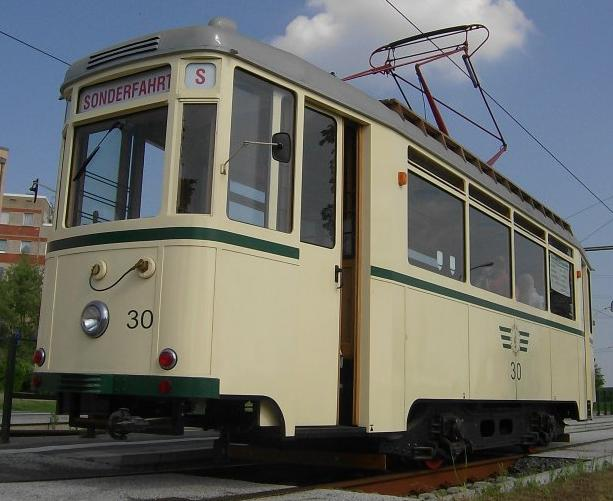
Historische motorwagen 30 aan het Junkerspark

Op 15 november 1894 werd in Dessau een op gas aangedreven tram in dienst genomen (Gasmotorbahn). De eerste lijn liep tussen het postkantoor, het museum en het kerkhof waar zich tevens de stelplaats bevond. In 1895 werd de lijn verlengd naar het station en de suikerraffinaderij die gelegen was op de spoorlijn naar Bitterfeld. Als gevolg van de ontploffing van twee gaslocomotieven werd al in 1899 gepleit voor een overschakeling naar elektrische tractie. Aan de op gas aangedreven tram kwam op 24 maart 1901 een einde.
Op 26 maart 1901 kon de elektrische exploitatie op de tot het Elbhaus verlengde lijn in dienst genomen worden. Op 28 maart 1907 kwam de lijn naar Roßlau in dienst. Gezien verdere tramlijnverlengingen financieel niet haalbaar waren, startte in 1926 een permanente busverbinding.
Begin van de jaren 1940 werd het tramnet verder naar het zuiden verlengd. Van het Friedhof III ging het in 1941 tot aan de Innsbrucker Straße, waar er ook een nieuwe voertuigloods verscheen. In 1943 volgde dan de verlenging tot aan de Peterholzstraße. In de Tweede Wereldoorlog werden zowel de stad als het trambedrijf zwaar getroffen.
Enkele dagen na de overgave kwam het eerste traject opnieuw in dienst. De sporen van de lijn naar Roßlau werden uitgebroken en opnieuw gebruikt in de binnenstad. Eind 1946 telde het stadsnet opnieuw twee lijnen. In 1949 volgde de lijnverlenging van de Peterholzstraße tot aan de keerlus Tempelhofer Straße.

### VEB Dessauer Verkehrsbetriebe (1951 - 1990)
In 1951 werd een plan voorgelegd om het trambedrijf op te heffen en te vervangen door een trolleybus. Niettegenstaande de inzet van moderne Gotha-tweeassers, werd lijn 3 naar Gärungschemie in 1967 opgeheven en in 1971 opgebroken. In de jaren 1972 tot 1974 werd de lijn naar Rosenhof stapsgewijs opgeheven. Het hoge aantal reizigers zorgde ervoor dat men in 1973 besliste om lijn 1 tussen het station en Dessau-Süd op middellange termijn te behouden. In de spitsuren liep de frequentie op tot een tram om de vier minuten. Op lange termijn zou het hele net nog enkel met bussen bediend worden.
In 1980 veranderde de gemeenteraad van Dessau van idee. Een nieuw openbaarvervoerplan voor de stad voorzag de bouw van drie nieuwe tramlijnen.
- Station - Waggonbau
- Museum - Gärungschemie - Junkalor - woongebied Zoberberg
- Friedhof – woongebied Kreuzbergstraße

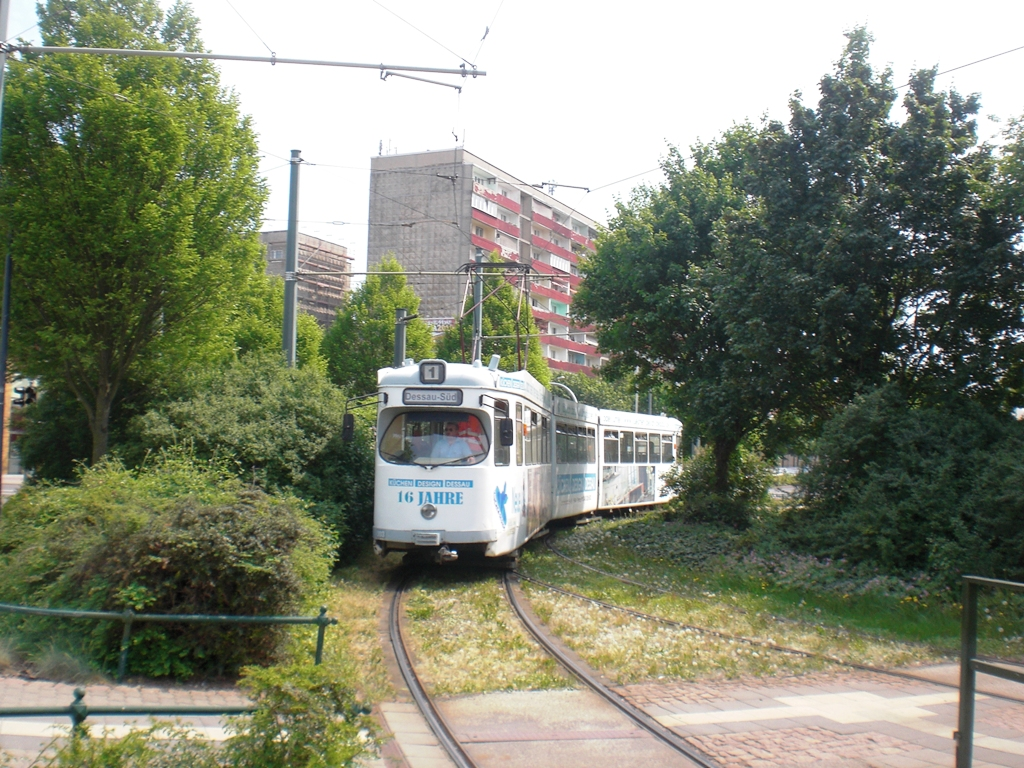
De enige inzetbare achtasser GT8 Nr. 003

Op 1 mei 1987 kwam het traject naar de Kreuzbergstraße in dienst en in de jaren 2000 tot 2002 de Zoberberg-lijn. Waggonbau (fabriek van spoorwegrijtuigen) wordt tot op heden per bus bediend. Om het vervoer te kunnen realiseren, werden trams overgenomen uit Schwerin.

### Dessauer Verkehrsgesellschaft (sinds 1990)
Tussen 1990 en 1995 werd, op de Kreuzberglijn na, het gehele tramnet gemoderniseerd, gesaneerd en in eigen bedding gebracht of de sporen van straatmarkeringen voorzien. Op 23 maart 1998 kwam de zowel door bus als tram gebruikte stelplaats aan de Erich-Köckert-Straße in gebruik. Gelijktijdig werd de overeenkomst tot financiering van het project voor de tramverlenging naar Dessau-West ondertekend. Deze voorzag in de aanleg van een 6,1 km lange nieuwe lijn naar het woongebied Zoberberg. Het eerste, 3,1 km lange deel tot Kleinen Schaftrift (stadswijk Alten) kwam in dienst op 31 oktober 2000 en wordt bediend door de lijnen 2 en 3, die respectievelijk vertrekken aan het station van Dessau en de Kreuzbergstraße. Lijn 2 werd na korte tijd opnieuw opgeheven. Het 2,7 km lange tweede gedeelte van de Kreuzberglijn tot Zoberberg opende op 7 juli 2002. De bediening wordt verzorgd door lijn 3. Met deze verlenging verdubbelde de lengte van het tramnet tot ongeveer 12,9 km.
De toekomst van de tramlijn naar Kreuzbergstraße is echter onzeker. Oorspronkelijk voorzag het trambedrijf DVG de opheffing van de lijn tegen 2010 maar omdat het bevolkingsaantal in het woongebied toch niet dermate daalde als voorzien, werd de beslissing uitgesteld tot 2015. Pas daarna zal de beslissing vallen over de toekomst van deze as.

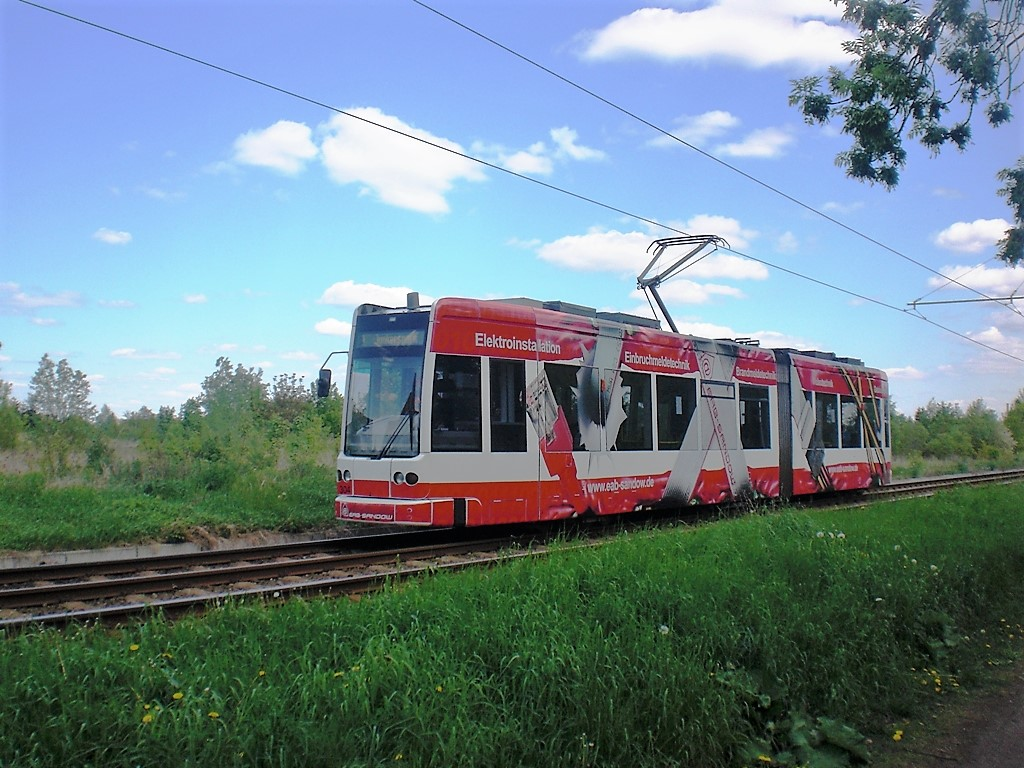
Lagevloertram NGT 304 met publiciteit aan Klinikum

### Opties
De nog tijdens de DDR-tijd ontwikkelde plannen voor de bouw van een lijn naar het Noorden, richting Rosenhof, werden verlaten. Een advies van het ingenieurbureau ISUP uit Dresden in het openbaarvervoerplan 2008 - 2015 was om Roßlau en Wörlitz via het spoorwegnet met het tramnet te verbinden door gebruik te maken van voertuigen die onder twee spanningen konden rijden. Plannen om dit te realiseren, waren er echter niet. Toch werd bij de nieuwbouw van de Bahnhofsbrücke (stationsbrug) in 2003 rekening gehouden met een mogelijke toekomstige verknoping van tram en trein. De op 15 juni 2014 verkozen burgemeester wil bovendien een mogelijke verlenging van de tram van Dessau-Alten over de bestaande spoorlijn tot in Köthen (Anhalt) planmatig laten onderzoeken.

## Lijnen en frequenties
Tramlijnen 1 (Hauptbahnhof - Dessau Süd) en 3 (Hauptbahnhof - Junkerspark) zijn de belangrijkste tramlijnen. Zij rijden van maandag tot zaterdag om het kwartier. In de vroege en avonduren en op zondag is er een halfuurdienst. De eerste ritten beginnen op weekdagen om 05.00 uur, 's zaterdags om 06.00 uur en 'zondags om 07.00. De laatste ritten zijn dagelijks omstreeks 20.30 uur.
| Lijn | Traject                                                          | Haltes | Rijtijd (spits) |
| ---- | ---------------------------------------------------------------- | ------ | --------------- |
| 1    | Hauptbahnhof - Wasserwerkstraße (- Kreuzbergstraße) - Dessau Süd | 14     | 16 min          |
| 3    | Hauptbahnhof - Berufsschulzentrum - Junkerspark                  | 19     | 22 min          |

Op weekdagen rijden op de verknoopte lijnen 1/4 en op lijn 3 elk vier trams. 's Zaterdags is de verdeling 3 trams op lijn 1 en vier op lijn 3. Op zon- en feestdagen volstaan drie trams om de dienst uit te voeren op de dan verknoopte lijnen 1 en 3.
Op schooldagen rijdt een versterkingsrit voor het beroepsscholencentrum. Deze rit vertrekt aan Friedhof III als lijn 1, rijdt tot het station, vervolgens als lijn 3 naar Junkerspark en ten slotte als lijn 1/3 naar Dessau Süd. De speciale lijn 1/3 wordt ook ingelegd bij ingekorte ritten en op het ogenblik dat het station niet wordt bediend.
Alle trams vertrekken vanuit de stelplaats Erich-Köckert-Straße. Lijnen 1 en 3 komen in dienst vanaf de haltes Dessauer Verkehrs-GmbH, respectievelijk Friedhof III en rijden naar de eindhaltes Dessau Süd, respectievelijk Junkerspark. Het binnenrijden gebeurt hoofdzakelijk als lege rit vanaf de eindhalte Dessau Süd. Daarvoor gaan alle ritten van lijn 3 's avonds aan het station over van lijn 3 naar lijn 1.

## Voertuigen

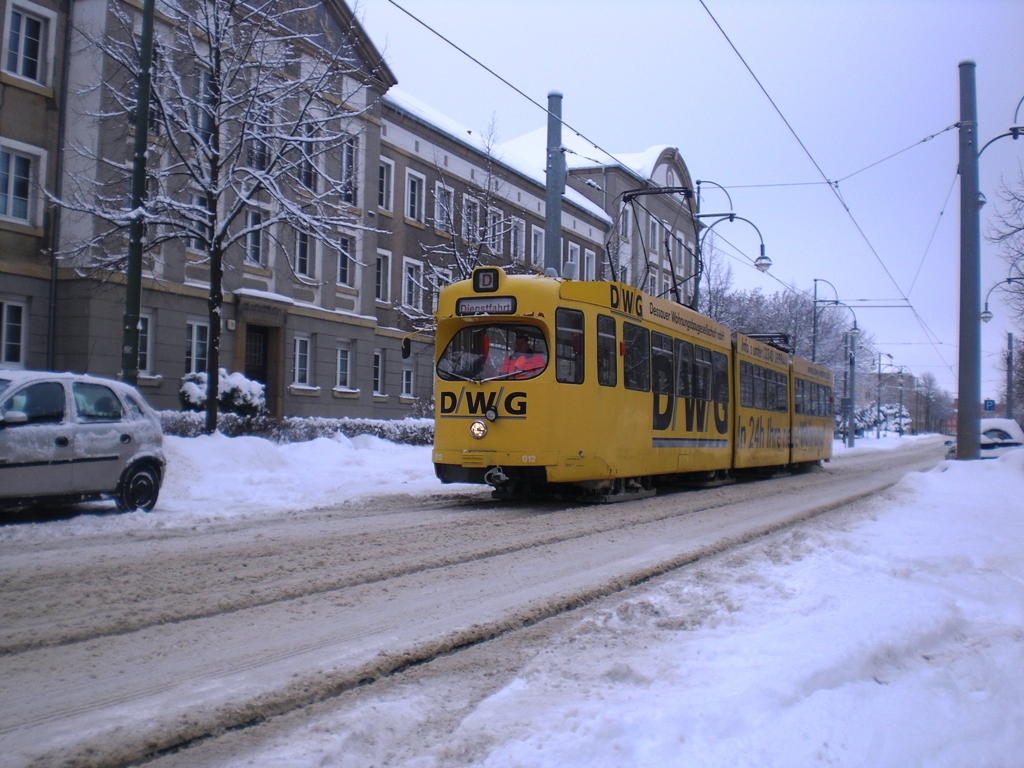
De voormalige werktram 012 in dienst

In 1978 telde het park elf twee-assige Gotha-motorwagens, achttien bijpassende bijwagens, één LOWA-motorwagen, drie LOWA-bijwagens alsook drie Reko-motorwagens. In hetzelfde jaar ontving het bedrijf twee eenrichtingstrams uit Maagdenburg in ruil voor twee tweerichtingstrams die verhuisden naar de Woltersdorfer Straßenbahn. De LOWA-trams werden in het daaropvolgende jaar uit dienst genomen. Tot 1989 groeide de vloot tot 20 motor- en 33 bijwagens gebouwd door de VEB Waggonbau Gotha. In 1987 ontving het bedrijf diverse Reko-trams van de Schweriner Straßenbahn en in 1989 verhuisde nog één motorwagen naar de Strausberger Eisenbahn. Dessau was ooit - net als Jena - een bolwerk van Gotha- en Rekotrams. De oorspronkelijke plannen uit de jaren 1980 voorzagen dat het trambedrijf van Dessau tot 2020 alle normaalsporige Gotha-trams van de DDR zou zien 'vertrekken'.
In 1992 ontving het bedrijf veertien achtassige Düwag-tweedehandstrams van het trambedrijf van Duisburg. In deze stad waren ze overbodig geworden na de opening van tunnels voor de stadtbahn. De anderhalfrichtingwagens kregen in Dessau de nummers 001 tot 014. Daardoor kon de dagelijkse exploitatie verder zonder de Gotha- en Rekotrams. Vier stellen - elk bestaande uit één motor- en één bijwagen - bleven bewaard als historisch patrimonium. Vier achtassers (008, 011, 013, 014) werden in 1997 verkocht aan het trambedrijf van Norrköping waar ze in de eerste plaats dienstdeden als plukwagen. Motorwagens 001 en 003 werden in 1999 en 2000 gemoderniseerd en motorwagens 007 en 012 ondergingen in 2001 een gedeeltelijke modernisering. De andere voertuigen werden niet gerenoveerd gezien het trambedrijf dankzij subsidies van de deelstaat Saksen-Anhalt tien gelede lagevloertrams kon aankopen. Deze trams behoren tot de Flexity Classic-reeks van Bombardier en staan in Dessau gekend onder het type NGT6DE. De trams uit Duisburg werden door deze nieuwe levering geleidelijk afgevoerd.
Het wagenpark telt thans tien lagevloertrams en vier overgebleven Duewag-achtassers. Tram 001 werd in juli 2010 uit dienst genomen en tram 003 dient als reservevoertuig. Tram 007 doet dienst als bistrotram en als tram voor winterdienst. Tram 012 was van 2004 tot december 2012 het winterdienstvoertuig. Het was voorzien van een smeerbeugel en werd uit dienst genomen bij afloop van de vergunning. Met de Pullman-tram 28IV en de omgebouwde LOWA-tram 30II heeft het bedrijf nog twee andere historische trams in park. In 2008 ontdeed het bedrijf zich van de historische Gotha-motorwagen 21VII en bijwagen 109III en van de Reko-motorwagen 40IV, die verschroot werden. De  historische werktram G2 werd geschonken aan het trambedrijf  van Maagdenburg.
| Nummer  | Bouwer     | Type             | Bouwjaar | Opmerkingen |
| ------- | ---------- | ---------------- | -------- | --- |
| 28IV    | Schumann   | Leipzig type 22c | 1925     | 2000 ex 30III, 1988 ex Leipzig 5051III                                                                               |
| 30II    | LOWA       | Omgebouwd        | 1948     | 2000 ex G1, 1971 ex 30II; hist. Tw                                                                                   |
| 001     | DUEWAG     | GT8              | 1966     | 1992 ex Duisburg 1045; 1999 gemoderniseerd; uit dienst                                                               |
| 003     | DUEWAG     | GT8              | 1964     | 1992 ex Duisburg 1047; 2000 gemoderniseerd                                                                           |
| 007     | DUEWAG     | GT8              | 1964     | 1992 ex Duisburg 1052; 2001 gedeeltelijk gemoderniseerd; 2010 rijschool- party- en winterdiensttram                  |
| 012     | DUEWAG     | GT8              | 1966     | 1992 ex Duisburg 1057; 2001 gedeeltelijk gemoderniseerd; 2004–2012 winterdiensttram met twee pantografen; uit dienst |
| 301–310 | Bombardier | NGT6DE           | 2001/02  | 70 % lagevloer |